# Rudi Istenič
Rudi Istenič (Köln, 1971. január 10. –), szlovén válogatott labdarúgó.
A szlovén válogatott tagjaként részt vett a 2000-es Európa-bajnokságon.